# Щетинистый бычок
Щетинистый бычок (лат. Dasycottus setiger) — вид лучепёрых рыб из семейства психролютовых, единственный в роде щетинистых бычков (Dasycottus). Распространены в северной части Тихого океана от Японского моря (включая Татарский пролив и залив Петра Великого), вдоль Курильских островов и восточной Камчатки до Берингова моря и Алеутских островов. Обитают на глубине от 15 до 850 м. Максимальная длина тела 73 см, а масса — 1,6 кг.
Щетинистый бычок является бентоихтиофагом, питается преимущественно десятиногими ракообразными, осьминогами и молодью рыб.
Продолжительность жизни — до 11 лет.